# Нэйлор-роуд
Нэйлор-роуд (англ. Naylor Road) — эстакадная (надземная, расположенная на эстакаде) станция Вашингтонгского метро на Зелёной линии. Она представлена одной островной платформой. Станция обслуживается Washington Metropolitan Area Transit Authority. Расположена в невключённой территории Темпл-Хиллс между Нэйлор-роуд, Бранч-авеню и Сьютленд-Паркуэй южнее границы Юго-Восточного квадранта Вашингтона.
Станция была открыта 13 января 2001 года.
Название станции происходит от названия одноименной улицы, расположенной в непосредственной близости к станции.
Открытие станции было совмещено с открытием ж/д линии длиной 10,5 км и ещё 4 станций: Конгресс-Хайтс, Сатен-авеню, Сьютленд и Бранч-авеню.